# بن الگار
بن الگار (انگلیسی: Ben Algar؛ زادهٔ ۳ دسامبر ۱۹۸۹) بازیکن فوتبال اهل بریتانیا است.
از باشگاه‌هایی که در آن بازی کرده‌است می‌توان به باشگاه فوتبال چسترفیلد و باشگاه فوتبال ماتلوک تاون اشاره کرد.